# Внутренние коммуникации
Внутренние коммуникации (англ. internal communications) — поддерживающая бизнес-функция в компаниях, призванная решить стратегические задачи построения эффективной системы взаимодействия между подразделениями и сотрудниками. Это также один из инструментов достижения стратегических целей компании через организованный процесс обмена между всеми сотрудниками внутрикорпоративной информацией.
В число главных фокусов функции входит:
- своевременное и полное информирование сотрудников
- создание и поддержка устойчивой корпоративной культуры
- внедрение и поддержка ценностей компании
- развитие горизонтальных связей между сотрудниками
- поддержка культуры изменений
- развитие бренда работодателя
- увеличение показателя вовлеченности персонала
- выявление и нейтрализация внутренних факторов негативного воздействия на развитие бизнеса
- проведение мероприятий в рамках режима кризисных коммуникаций
- получение обратной связи от сотрудников

## Основная миссия функции
Основные усилия мероприятий и проектов внутренних коммуникаций нацелены на создание эффективной модели взаимодействия между сотрудниками и отладку каналов обратной связи, работающих в обе стороны (руководство — сотрудники, сотрудники — руководство).
Главной целью является формирование и поддержание положительного внутрикорпоративного имиджа компании и повышение лояльности сотрудников (оптимальным является показатель >70 %), а также разъяснение стратегии компании, которая должна быть трансформирована в действие. Ценностное предложение работодателя (Employment Value Proposition) должно удовлетворять большинство специалистов и способствовать развитию бренда работодателя по каналам рекомендаций.

## Внутренние коммуникации в структуре компании
В небольших компаниях обязанность поддержки внутренних коммуникаций обычно возлагается на специалистов смежного профиля, отвечающих за информирование или связанных с кадровой работой. В крупных корпорациях специалисты внутренних коммуникаций формируют отдельное подразделение с закреплением за одной из ключевых функций бизнеса (кадровая функция, маркетинговая, связи с общественностью). Современным тенденциям соответствует также формат прямого подчинения функции топ-менеджменту компании и внеблоковый статус внутри компании.
Зачастую подразделения внутренних коммуникаций также берут на себя вопросы развития программ социальной ответственности, проработки стратегии корпоративной культуры, работы с брендом работодателя, построения систем адаптации и нематериальной мотивации, работы с вовлеченностью персонала, поддержки связей с общественностью (внешних).
Типовая карьерная лестница в сфере внутренних коммуникаций предусматривает рост от специалиста функции до руководителя проектов или начальника подразделения. Классическими наименованиями должностей функции (в порядке возрастания) являются:
- Специалист (по корпоративной культуре и) внутренним коммуникациям
- Ведущий специалист (по корпоративной культуре и) внутренним коммуникациям
- Главный специалист (по корпоративной культуре и) внутренним коммуникациям / Руководитель направления внутренних коммуникаций
- Менеджер специальных проектов / Руководитель подразделения

Штатная структура больших компаний также предусматривает дополнительную профессиональную специализацию:
- Специалист-копирайтер
- Специалист по цифровым и печатным каналам коммуникаций
- Специалист по организации мероприятий
- Специалист по контент-менеджменту
- Специалист по социальным сетям
- Специалист по работе с сообществами и спецпроектам
- Специалист по партнерским мероприятиям и программам
- Специалист по программам корпоративной социальной ответственности

## Связь с другими предметными областями и технологиями
Внутренние коммуникации часто называют «внутренним PR», делая отсылку к сфере Связей с общественностью. Также стоит принимать во внимание, что события корпоративной жизни могут ретранслироваться «наружу» — этот факт стал причиной появления профессионального тезиса о том, что никакие коммуникации не могут носить характера внутренних.
Внутренние коммуникации активно используют арсенал достижений как пиарщиков, так и маркетологов. Активности на основе вирусного маркетинга, масштабные рекламные акции при запуске продукта, совместные мероприятия с бизнес-партнерами давно и прочно стали частью коммуникационной стратегии функции для сотрудников, которые становятся внутренними клиентами компании. Руководство компании часто пользуется возможностью укрепления личного бренда с помощью активного включения во внутренние коммуникации.

## Роль функции и отношение бизнеса к внутренним коммуникациям
По разным оценкам специалистов временные затраты на коммуникации могут составлять от 50 % до 90 % рабочего времени. Значительно повысить эффективность этих затрат функция внутренних коммуникаций может при соблюдении ряда условий:
- Руководство компании понимает важность функции
- Руководство компании вовлекается в мероприятия и проекты функции
- Декларируемые в компании принципы и ценности не расходятся с реальными
- У специалистов есть возможность получить необходимый инструментарий или создавать свой

Бум внутренних коммуникаций, начавшийся в 2000-х можно связать не столько с ростом их роли в бизнесе, сколько с осознанием того, что эта доля изначально большая и требует пристального внимания. Изменению отношения в бизнесе к внутренним коммуникациям способствовали новые исследования, выявившие стратегическое значение всех аспектов работы с персоналом в области коммуникаций.
Основными тенденциями современности остаются:
- Рост роли команд в бизнесе и падение роли индивидуумов
- Cмена вектора запроса работников от материального к нематериальному, принятие работы как полноценной части жизни
- Положительное влияние вовлеченности персонала на ключевые показатели бизнеса

## Основные инструменты внутренних коммуникаций
Функция внутренних коммуникаций в крупных компаниях работает на основе годового плана коммуникаций и коммуникационной стратегии, в малых компаниях может ситуативно реагировать на изменения и вызовы. Набор инструментов определяется отраслевой и региональной спецификой бизнеса.
Например, классическими инструментами информирования для специалистов сферы промышленности являются:
- корпоративное печатное издание (газета, журнал)
- информационный киоск
- корпоративное радио
- встречи с рабочими коллективами
- информационные стенды
- профессиональные праздники

К основным инструментам коммуникаций в современных компаниях также можно отнести:
- корпоративный интранет-портал
- корпоративные рассылки
- корпоративные мобильные приложения-навигаторы
- корпоративные социальные сети
- чат-боты для мессенджеров
- корпоративные мероприятия (квесты, пикники)
- программы поддержки массового спорта
- читательские клубы (буккроссинг)
- корпоративное ТВ (видеопанели)

### Внутренние коммуникации и информационное общество
Переход к цифровой экономике обозначил ключевые изменения в сфере внутренних коммуникаций, которые выражаются в растущем приоритете использования цифровых каналов информирования. Новые инструменты позволяют не только выстроить систему быстрой доставки контента, но и правильно организовать работу с разными поколениями людей (Y, Z), эффективно использовать данные статистики, а также привлекать к наполнению общего информационного пространства самих сотрудников.
Цифровизация внутренних коммуникаций ставит своей целью упрощение получения любой информации, обеспечение возможности формирования кросс-функциональных команд, качественное изменение роли сотрудника в компании (из потребителя в производителя контента). Важной тенденцией развития политик внутренних коммуникаций является коррекция базовых подходов с учётом постоянного роста информационной нагрузки на персонал — компании стремятся сегментировать контент и снижать количество незначительных инфоповодов.

### Кризисные коммуникации
В период активных преобразований внутри компании, функция внутренних коммуникаций часто прибегает к инструментарию кризисных коммуникаций, ориентированных на минимизацию негативного воздействия кризиса на корпоративную культуру. Важной особенностью кризисных коммуникаций является резко возрастающий запрос на информирование. Ключевыми событиями, ведущими к переходу в новый режим, могут стать:
- Слияние или поглощение компании
- Смена ключевых руководителей (в результате смерти, административных решений, уголовного преследования)
- Уход из компании основателей, евангелистов или инвесторов
- Кардинальная переориентация бизнеса
- Сокращение персонала, оптимизация филиальной структуры
- Чрезвычайное происшествие, повлекшее гибель людей
- Приостановка деятельности компании (например, по решению надзорных органов)

В период кризисных коммуникаций функция задействует все возможные каналы взаимодействия с сотрудниками и старается предупредить возможное распространение недостоверных фактов через слухи. Классическими инструментами кризисных коммуникаций являются:
- Еженедельные (ежедневные) информационные бюллетени
- Открытые письма руководства к коллективу
- Организация приемных дней и часов для обсуждения текущей ситуации
- Проведение прямого диалога с руководством (town halls) и каскадного информирования
- Разъясняющая агитация (плакаты в местах общего пользования, информационные буклеты)
- Трансляция видеороликов по корпоративной ТВ-сети

## Основные критерии оценки эффективности системы внутренних коммуникаций
Основными критериями оценки являются
- метрики использования цифровых каналов коммуникаций
- уровень информированности сотрудников (по результатам исследования)
- сокращение типовых запросов на горячую линию (через формирование базы знаний и оптимизацию информирования)
- упрощение формирования проектных групп и команд, рост эффективности внутренних проектов компании
- повышение уровня лояльности и вовлеченности

Ложными критериями эффективности работы коммуникаций являются
- количество каналов коммуникаций
- количество сформированных инфоповодов (количество рассылок)
- уровень эффективности работы по мнению руководства (без учёта исследований персонала)

## Внутренние коммуникации в России
История развития внутренних коммуникаций в российском бизнесе не имеет отправной даты, но позволяет выделить несколько важных этапов развития. Большое значение внутренние коммуникации получили при установлении советской власти. Аналогом современных специалистов по корпоративной культуре и коммуникациям стали комсорги предприятий, за которыми в качестве основных должностных обязанностей были закреплены функции информирования, работы с лидерами, поддержки производственных традиций, организации корпоративных мероприятий и тп. Многие инструменты отечественных внутренних коммуникаций появились именно в период советской власти (отраслевые праздники, стенгазеты, доски почета).
Ещё большее развитие, в виду отсутствия большой нагрузки по политической работе, получила функция в студенческих строительных отрядах. В каждом линейном отряде был предусмотрен выделенный специалист (Комиссар), отвечающий за проведение культурно-массовых мероприятий, организацию взаимодействия с другими отрядами, соблюдение традиций и кодекса правил участника движения студенческих отрядов. В отличие от комсорга, комиссар часто проходил специальную краткосрочную школу комиссаров или посвящался в профессию непосредственно с помощью других специалистов — упор в данном случае делался на преемственность традиций и инструменты сохранения внутренней культуры.
С переходом в эпоху рыночной экономики кардинально изменился и характер функции в нарождающихся российских компаниях и филиалах международных корпораций. Начало 90-х можно охарактеризовать как период незрелости профессиональной отрасли, сменившийся по мере преодоления кризиса, бумом внутренних коммуникаций.
Современные подходы к работе в сфере внутренних коммуникациям у отечественных компаний формируются на основе применения лучших международных практик и сохранения устойчивых элементов корпоративной культуры советского периода.

## Внутренние коммуникации в массовой культуре
- Дискуссия о роли плановой работы в направлении внутренних коммуникаций продемонстрирована в эпизоде фильма «Неподдающиеся» 1959 года. По сюжету, к проблеме непринятия культуры предприятия двумя сотрудниками подключается комсорг. Административным методам противопоставляются инструменты внутренних коммуникаций.

- Большое внимание инструментам внутренних коммуникаций уделено в сериале «Офис» 2005 года, где по сценарию, функцию внутренних коммуникаций делят между собой руководитель подразделения и глава кадрового отдела. В нескольких сериях создатели обращаются к темам создания канала обратной связи, политики корпоративных рассылок, кодекса этики компании, планирования внутрикорпоративных мероприятий, создания системы признания.